# Siraj al-Din al-Bulqini
Sirāj al-Dīn ʿAbd al-Raḥmān al-Bulqīnī al-Shāfīʿī (in arabo سراج الدين البلقيني‎?; Bulqīna, 4 agosto 1324 – 1º giugno 1403) è stato un giurista egiziano.
Nativo del villaggio di Bulqīna (attuale Governatorato di Gharbiyya, presso la città di al-Maḥalla al-Kubrā) Dotato di prodigiosa memoria, Sirāj al-Dīn imparò il Corano a memoria già all'età di 7 anni, oltre all'al-Muḥarrar (libro di fiqh), all'al-Mukhtaṣar di Ibn Ḥajar al-ʿAsqalānī e ad altri 2-3 libri ancora.
Studiò poi sotto numerosi maestri, alcuni dei quali particolarmente famosi e apprezzati, tra cui l'hanbalita Ibn ʿAqīl, del quale sposò poi la figlia.
Fu nominato nel 1363 Muftī sciafeita nella celebre Dār al-ʿAdl (una sorta di Palazzo di Giustizia ante litteram) diventando a sua volta uno dei più apprezzati giuristi egiziani della sua generazione, tanto da essere nominato Qāḍī al-ʿAskar dal Sultano mamelucco, malgrado non ascendesse mai alla suprema dignità di Gran Qāḍī del suo madhhab.
Verso la fine della sua attività, fu però nominato Shaykh al-Islām e additato come Mujaddid (Rinnovatore) del secolo VIII (del calendario islamico).
Tra i suoi tanti lavori si ricordano in particolare i Maḥāsin al-iṣṭilāḥ e le Fatawā al-Bulqīnī